# Державний кордон Колумбії

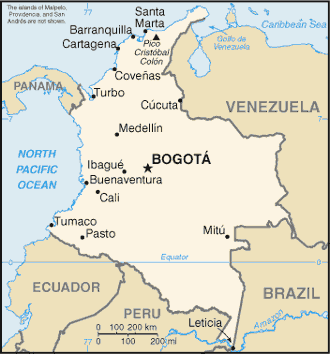
Карта Колумбії

Державний кордон Колумбії — державний кордон, лінія на поверхні Землі та вертикальна поверхня, що проходить по цій лінії, що визначають межі державного суверенітету Колумбії над власними територією, водами, природними ресурсами в них і повітряним простором над ними.

## Сухопутний кордон
Загальна довжина кордону — 6672 км. Колумбія межує з 5 державами. Уся територія країни суцільна, тобто анклавів чи ексклавів не існує.
Ділянки державного кордону
| Держава   | Ділянка         | Довжина (км) | Прикордонні регіони | Примітки |
| --------- | --------------- | ------------ | ------------------- | -------- |
| Бразилія  | південний схід  | 1790         |                     |          |
| Еквадор   | південний захід | 708          |                     |          |
| Панама    | північний захід | 339          |                     |          |
| Перу      | південь         | 1494         |                     |          |
| Венесуела | схід            | 2341         |                     |          |

## Морські кордони
Колумбія на півночі омивається водами Карибського моря Атлантичного океану; на заході — водами Тихого. Загальна довжина морського узбережжя 3208 км, з них на узбережжя Карибського моря припадає 1760 км довжина тихоокеанського узбережжя — 1448 км. Згідно з Конвенцією Організації Об'єднаних Націй з морського права (UNCLOS) 1982 року, протяжність територіальних вод країни встановлено в 12 морських миль (22,2 км). Виключна економічна зона встановлена на відстань 200 морських миль (370,4 км) від узбережжя. Континентальний шельф — до глибин 200 м.

Морські кордони Колумбії